# خيرأباد العليا (تكاب)
خيرأباد العلیا (بالفارسية: خیرآباد علیا) هي قرية تقع في إيران في Takab Rural District. يقدر عدد سكانها بـ 54 نسمة .